# Lijst van heersers van Rusland
Hieronder volgt een lijst van heersers van Rusland. 

## Context
Sommige heersers van het Kievse Rijk en Moskovië lieten zich veliki knjaz (grootvorst) noemen. In 1547, bij de kroning van Ivan IV werd de benaming officieel tsaar en het grootvorstendom Moskou officieel het tsaardom Rusland, hoewel Ivans voorganger Ivan III van Moskou zich ook al tsaar liet noemen. De dynastie van de Ruriken eindigde bij Vasili IV in de Tijd der Troebelen. In 1613 komt de Romanov-dynastie op de troon. Peter I van Rusland voerde in 1721 de titel keizer imperator in, maar hield daarnaast de titel van tsaar aan voor gebieden binnen zijn rijk, dat vanaf die tijd wordt aangeduid als het Russische Rijk (of Keizerlijk Rusland). In 1917 komt door de Februarirevolutie de monarchie ten val. Nicolaas II wordt gezien als laatste tsaar. Deze droeg het leiderschap over op zijn broer als Michaël II, deze weigerde dit te aanvaarden, waarmee de laatste dynastie, Romanov-Huis Holstein-Gottorf, officieel ophield te bestaan. De tsaar werd met zijn familie vermoord in het Ipatiev-huis te Jekaterinenburg en het Rijk werd staatkundig opgevolgd door de Sovjet-Unie.

## Tsaren van Rusland(1547–1721)
| Tsaar                       | Periode   | Opmerkingen |
| --------------------------- | --------- | --- |
| Ivan IV de Verschrikkelijke | 1533-1584 | In 1547, bij zijn troonsbestijging, nam Ivan IV de titel van tsaar aan, wat vaak wordt gezien als het einde van Moskovië en het begin van de benaming Rusland. |
| Simeon Bekboelatovitsj      | 1575-1576 | door Ivan IV formeel gekroond tot 'Grootvorst van heel Rusland', marionettenregent                                                                             |
| Fjodor I                    | 1584-1598 | de op een na laatste der Ruriken die op de Russische troon zit. Daarna 8 jaar geen Ruriken meer op de troon                                                    |
| Boris Godoenov              | 1598-1605 | 1598-1613: Tijd der Troebelen |
| Fjodor II                   | 1605      | |
| Valse Dimitri I             | 1605-1606 | |
| Vasili IV                   | 1606-1610 | de laatste der Ruriken die op de Russische troon zit |
| Wladislaus                  | 1610-1613 | later als Wladislaus IV koning van Polen |
| Michaël I                   | 1613-1645 | eerste vorst van het Huis Romanov |
| Alexis I                    | 1645-1676 | |
| Fjodor III                  | 1676-1682 | |
| Ivan V + Peter I            | 1682-1696 | |
|                             | 1682-1689 | Regentes: Sofia Aleksejevna |
| Peter I de Grote            | 1696-1721 | |

## Keizers van Rusland(1721–1917)
| Keizer                | Periode   | Opmerkingen |
| --------------------- | --------- | --- |
| Peter I de Grote      | 1721-1725 | In 1721 nam Peter de Grote de titel imperator (keizer) aan. Daarnaast bleef de titel tsaar (tsarina voor vrouwelijke heersers) in gebruik. |
| Catharina I           | 1725-1727 | |
| Peter II              | 1728-1730 | |
| Anna I                | 1730-1740 | |
| Ivan VI               | 1740-1741 | |
| Elisabeth I           | 1741-1762 | |
| Peter III             | 1762      | vanaf nu Huis Romanov-Huis Holstein-Gottorp                                                                                                |
| Catharina II de Grote | 1762-1796 | |
| Paul I                | 1796-1801 | |
| Alexander I           | 1801-1825 | |
|                       | 1825      | Constantijn I; nooit gekroond, doorgaans niet meegerekend                                                                                  |
| Nicolaas I            | 1825-1855 | |
| Alexander II          | 1855-1881 | |
| Alexander III         | 1881-1894 | |
| Nicolaas II           | 1894-1917 | |
|                       | 1917      | Michaël II; nooit gekroond, doorgaans niet meegerekend                                                                                     |